# Probeebei mirabilis
Probeebei mirabilis is een tienpotigensoort uit de familie van de Parapaguridae. De wetenschappelijke naam van de soort is voor het eerst geldig gepubliceerd in 1926 door Boone.